# 1039
1039 је била проста година.

## Догађаји
- Склопљен је савез између Кијевске Русије и Пољске (трајао је до 1047. године). Јарослав Мудри и Казимир I Обновитељ запечатили су га браком Казимира са сестром Јарослава Мудрог, Маријом Доброњегом.
- Казимир I враћа Русији 800 људи, које је кнез Болеслав I заробио.
- Краљ Немачке (од 1039) и цар Светог римског царства (од 1046) Хајнрих III (1017-1056), син Конрада II. Сувладар као краљ од 1028. године.

## Смрти
- 4. јун — Конрад II, немачки краљ и цар Светог римског царства (*990.)
- Софијa I, игуманија Гандерсхајма